# 布德勒维尔
布德勒维尔（法語：Boudreville，法語發音：[budʁəvil]）是法国科多尔省的一个市镇，属于蒙巴尔区。

## 地理
布德勒维尔（47°56'5"N, 4°49'40"E）面积7.94 平方千米，位于法国勃艮第-弗朗什-孔泰大區科多尔省，该省份为法国中东部省份，北起奥布省，西接涅夫勒省和约讷省，南至索恩-卢瓦尔省，东南接汝拉省，东临上索恩省，东北部与上马恩省接壤。
与布德勒维尔接壤的市镇（或旧市镇、城区）包括：当瑟瓦尔、奥布河畔沃索勒、拉绍姆。

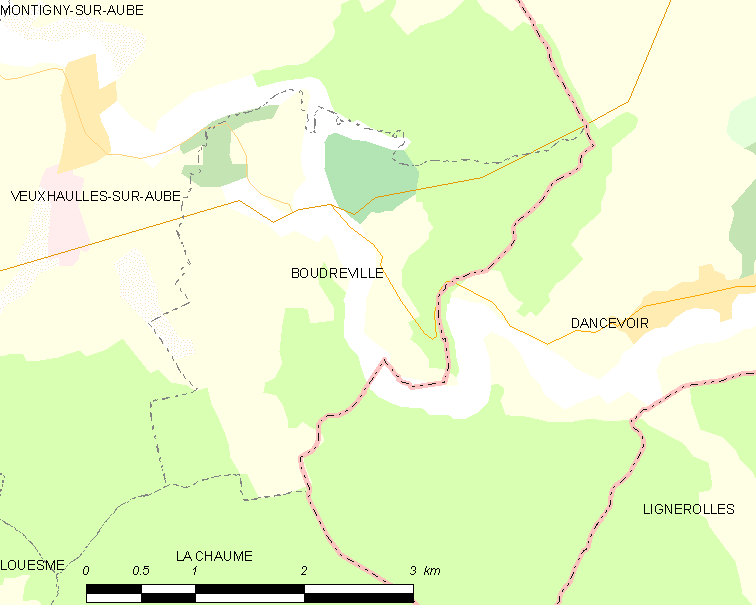
布德勒维尔的OSM定位图

布德勒维尔的时区为UTC+01:00、UTC+02:00（夏令时）。

## 行政
布德勒维尔的邮政编码为21520，INSEE市镇编码为21090。

## 政治
布德勒维尔所属的省级选区为塞纳河畔沙蒂永县。

## 人口

1962-2008年间布德勒维尔人口变化图示

布德勒维尔于2022年1月1日时的人口数量为60人。